# Pasja według św. Mateusza (BWV 244)
Pasja według św. Mateusza – późniejsza, jedna z dwóch pasji autorstwa Johanna Sebastiana Bacha, jakie zachowały się w całości. Powstała w ostatnim okresie jego twórczości, gdy zajmował stanowisko kantora przy Kościele św. Tomasza w Lipsku. Premiera miała miejsce w Wielki Piątek 11 kwietnia 1729. Potem przeleżała 100 lat w archiwum zapomniana, aż odkrył ją i przedstawił światu Felix Mendelssohn 11 marca 1829 w berlińskiej Singakademie.
Pasja według św. Mateusza, pełna kontemplacji i podniosłego spokoju przebijającego się przez akcje dramatyczne. Pasja ta powstała w okresie, kiedy Bach przestał już systematycznie pisać kantaty kościelne. Rozpoczął jej komponowanie jesienią 1728 roku. W trakcie pracy, w połowie listopada, otrzymał wiadomość o zgonie swego przyjaciela, księcia Leopolda z Koethen, wraz z poleceniem przygotowania muzyki żałobnej na uroczyste złożenie zwłok (24 marca 1729 – czyli na 3 tygodnie przed premierą Pasji). Bach nie mógł nawet myśleć o tym, aby obok Pasji według św. Mateusza skomponować pośpiesznie jeszcze jakiś inny utwór. Poprosił zatem Picandra (czyli Friedricha Henriciego - bardzo znanego i płodnego poetę) o ułożenie tekstu do gotowych już części komponowanej Pasji. W rezultacie z 11 części składających się na Muzykę żałobną, aż 9 ma tę samą muzykę co Pasja. Tożsamość ta wywołała wiele dyskusji: do którego tekstu Bach napisał wcześniej muzykę, czyli co jest oryginałem, a co kontrafakturą. Biorąc jednak pod uwagę, że tekst muzyki żałobnej jest na bardzo niskim poziomie poetyckim i pozbawiony dobrego smaku, trzeba przyznać rację tym, którzy twierdzą, że cała muzyka związana jest jednak u podstaw z tekstem pasji - tekstem opracowanym niezwykle szczegółowo i starannie.
Z trzech typów Pasji, będących w użyciu za czasów Bacha (czyli Pasji Kantatowej, Pasji Oratoryjnej i Oratorium Pasyjnego), Bach optował za trzecim, z tekstem Ewangelii interpolowanym (tzn. wstawianym) przy pomocy recytatywu, chorałów (którymi były hymny z obrzędów liturgicznych) i innych gatunków (arii, ariosów, chórów), do których teksty są madrygałami lub wolną inwencją poetycką. Tekst biblijny tego dzieła został zatem zaczerpnięty głównie z Ewangelii według św. Mateusza - rozdział 26 i 27. Aby podkreślić znaczenie cytatów z Pisma Świętego, Bach wpisał je do swej partytury kolorem czerwonym, podczas gdy pozostały tekst i nuty kolorem czarnym i brązowym. Do tegoż biblijnego tekstu wspomniany Picander dopisał 28 madrygałowych strof, które Bach opracował muzycznie jako 12 arii solowych, 10 ariosów, 2 arie z chórem, 1 podwójną z chórem i 3 chóry. Dodanych jest też 12 zharmonizowanych chorałów. Libretto wprawdzie napisał Picander, ale zostało ono wcześniej aż do najdrobniejszych szczegółów przygotowane przez Bacha i Picander pracował pod ścisłym jego nadzorem. Współpraca ta wydała wspaniałe owoce. Znikły u Picandra rażące dawniej przejawy złego smaku, a stworzył tekst o języku niesłychanie żywym i obrazowym, ujmującym sytuacje w zwięzłe słowa, a zawierające głębokie rozważania. Teksty do ariosowych recytatywów należą z pewnością do najlepszych, jakie Picander kiedykolwiek napisał.
Szkic dramatyczny całej Pasji jest subtelny i jednocześnie prosty. Dzieje Męki podzielone zostały na 24 sceny, w tym 12 dużych (wyrażanych przez chorały) i 12 małych (rozgrywających się w czasie arii). W miejscach charakterystycznych opowiadanie biblijne w formie recytatywu urywa się i scena, która się właśnie rozegrała, staje się przedmiotem pobożnej medytacji. Medytację tę wyrażają właśnie napisane przez Picandra arie, poprzedzone najczęściej ariosowym recytatywem. W krótszych przerwach akcji do medytacji nakłaniają wybrane przez samego Bacha wersety chorału. Wybierał je mistrzowską ręką tak, aby poszczególne strofy chorału jak najlepiej nadawały się do treści danego fragmentu i aby wyjaśniały stanowisko Kościoła. W tym właśnie włączaniu strof chorału przejawia się poetycki zmysł Bacha w całej swej głębi. Jak pisze Schweitzer, w skarbnicy wszystkich kościelnych pieśni niemieckich nie sposób znaleźć choć jednego wiersza, który lepiej wypełniłby dane miejsce, niż ten, który wybrał Bach.